# Slag bij de Gaurusberg
De Slag bij de Gaurusberg was een veldslag tussen de Romeinen en de Samnieten in 342 v.Chr.. De slag was een succes voor de Romeinen, die werden aangevoerd door Marcus Valerius Corvus. Het was het meest opmerkelijke treffen in de Eerste Samnitische Oorlog, uitgevochten aan de voet van de Gaurusberg, nabij Cumae.
Aangenomen wordt dat Carthago, een bondgenoot van Rome in die tijd, de overwinnaars feliciteerden en hun een gouden kroon voor de Tempel van Jupiter zond.
De geschiedschrijver Barthold Georg Niebuhr is van mening dat de Slag bij de berg Gaurus zeer belangrijk is geweest voor de groei van de Romeinse republiek.